# تلفن‌خانه

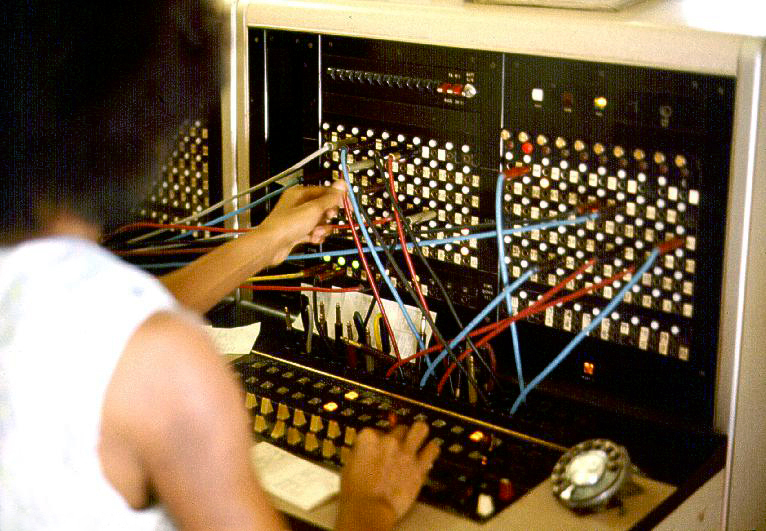
یک اپراتور تلفن که به طور دستی در حال برقرار کردن تماس‌ها است او این کار را به کمک کابل‌های انتصابی بر روی یک صفحه کلید تلفنی انجام می‌دهد.

تلفنخانه، یا مرکز تلفن، سامانه‌ای مرکزی است که وظیفهٔ وصل کردن تماس‌های تلفنی بین مشترکان را بر عهده دارد. در واقع، تلفنخانه همان جایی است که تماس‌گیرنده و دریافت‌کننده از طریق آن به یکدیگر متصل می‌شوند.
در گذشته، تلفنخانه‌ها به‌صورت دستی کار می‌کردند؛ یعنی متصدیانی حضور داشتند که تماس‌ها را با استفاده از کابل‌ها و سوکت‌ها به‌صورت دستی به هم وصل می‌کردند. وقتی فردی شماره می‌گرفت، زنگ در تلفنخانه به صدا درمی‌آمد و اپراتور با پرس‌وجو از او، سیم تماس را به خط فرد موردنظر وصل می‌کرد.
با پیشرفت فناوری، تلفنخانه‌ها خودکار شدند. این سامانه‌ها به‌جای متصدی انسانی، از تجهیزات الکترونیکی برای شناسایی شمارهٔ گیرنده و اتصال آن به مقصد استفاده می‌کنند. به این سامانه‌ها «مرکز سوئیچینگ» نیز گفته می‌شود. این مراکز می‌توانند تماس‌ها را درون یک شهر، بین شهرها یا حتی بین کشورها هدایت کنند.
در تلفن‌های همراه و سامانه‌های ارتباطی دیجیتال امروزی، تلفنخانه‌ها نقش خود را به مراکز داده و سامانه‌های پیچیده‌تری داده‌اند، اما همچنان کار اصلی یعنی برقراری ارتباط بین مشترکان، تنظیم مسیر تماس، کنترل زمان تماس و مدیریت شبکه را انجام می‌دهند.

## تاریخچه

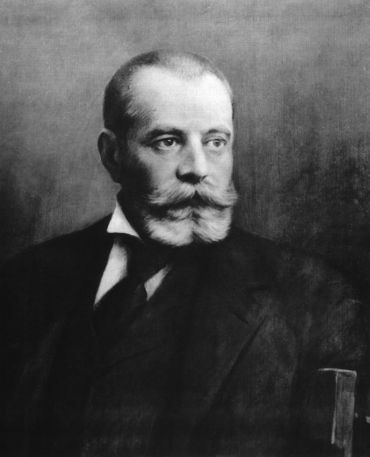
تیودور پوشکاش

نمودار مرکز تلفن بوستون، مربوط به سال ۱۸۷۷، چاپ‌شده در سال ۱۹۲۲

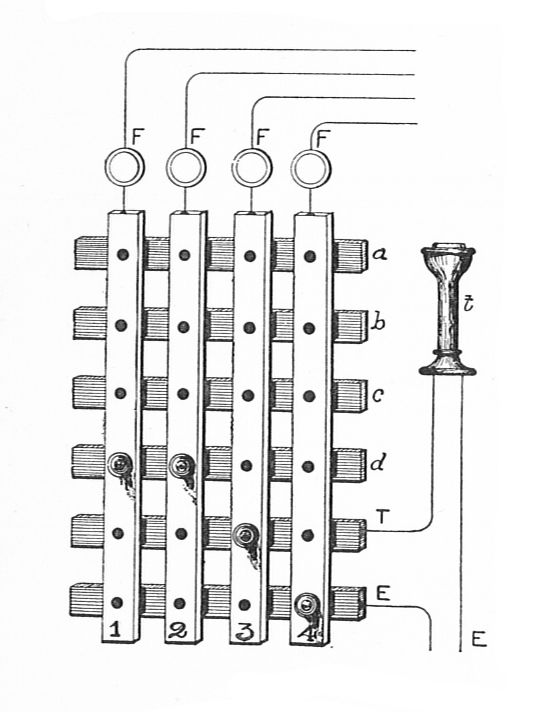
مرکز تلفن دستی سال ۱۹۰۳ با چهار خط مشترک در بالا و کلیدهای اتصال افقی

در دوران تلگراف برقی، استفاده از آن بیشتر در اداره‌های پست، ایستگاه‌های راه‌آهن، مراکز مهم دولتی، بورس‌ها، تعداد کمی از روزنامه‌های بزرگ، شرکت‌های بزرگ بین‌المللی و برخی اشخاص ثروتمند رایج بود.
با این‌که دستگاه‌های تلفن پیش از اختراع تلفن‌خانه وجود داشتند، اما بدون وجود ساختاری متفاوت از شبکهٔ تلگراف آن دوران، موفقیت و بهره‌وری اقتصادی آن‌ها امکان‌پذیر نبود. پیش از ابداع تابلوهای سوییچ در تلفن‌خانه‌ها، تلفن‌های اولیه همانند دستگاه‌های ارتباط داخلی (اینترکام) عمل می‌کردند و هر تلفن تنها به یک دستگاه خاص دیگر متصل بود؛ مثلاً خانهٔ شخصی به محل کارش.
تلفن‌خانه سامانه‌ای است که در یک منطقهٔ جغرافیایی کوچک، امکان برقراری ارتباط میان مشترکان را از طریق سوییچ کردن (وصل خطوط) فراهم می‌کند. تلفن‌خانه‌ها امکان ایجاد مسیرهای موقتی و آنی بین هر دو مشترک را فراهم کردند، که امروز آن را «سوییچ مداری» می‌نامند. این نوآوری، تلفن را به فناوری‌ای کاربردی برای استفاده روزمره بدل کرد و زمینه‌ساز شکل‌گیری صنعت مخابرات شد.
همانند خود تلفن، عنوان «نخستین تلفن‌خانه» نیز به افراد و مکان‌های مختلفی نسبت داده شده است. یکی از نخستین پیشنهاددهندگان تلفن‌خانه، تیودور پوشکاش مجارستانی بود که در سال ۱۸۷۷ و در هنگام همکاری با توماس ادیسون این ایده را مطرح کرد.... نخستین تلفن‌خانهٔ آزمایشی بر پایهٔ ایده‌های پوشکاش توسط شرکت تلفن بل در شهر بوستون در سال ۱۸۷۷ ساخته شد.... اولین تلفن‌خانهٔ دولتی نیز در ۱۲ نوامبر ۱۸۷۷ در منطقهٔ فریدریشسبرگ نزدیک برلین و به‌مدیریت هاینریش فن اشتفان راه‌اندازی شد.... جورج ویلار کوی در ژانویه ۱۸۷۸ در نیوهِیون، کنتیکت، نخستین تلفن‌خانهٔ تجاری در ایالات متحده را ساخت و نخستین باجهٔ تلفن نیز در شهر مجاور بریجپورت تأسیس شد....

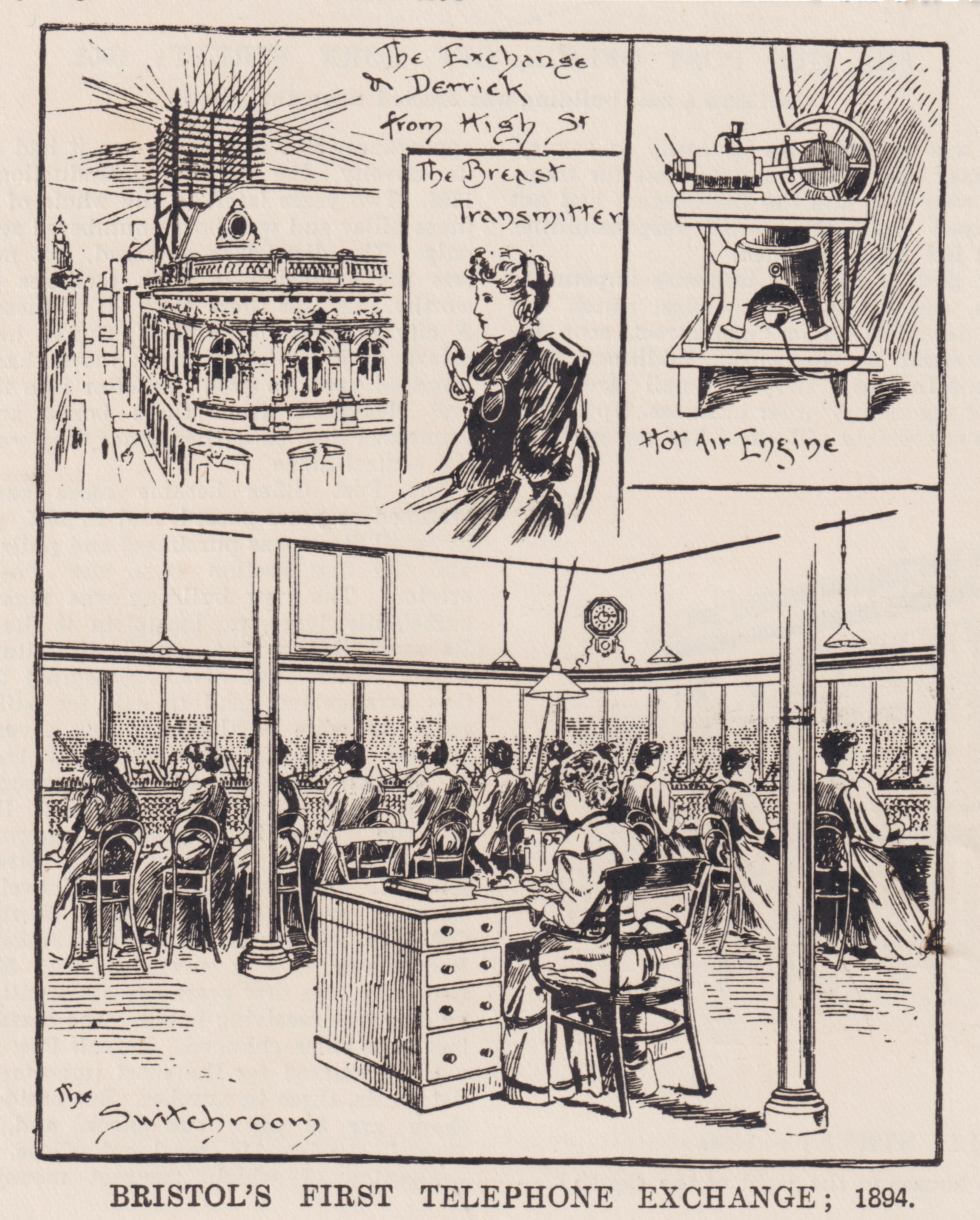
تلفن‌خانهٔ بریستول در سال ۱۸۹۴. طراحی از ساموئل لوکستون

در اروپا، نخستین تلفن‌خانه‌های تحت امتیاز بل در لندن و منچستر در سال ۱۸۷۹ گشایش یافتند، و یک سال بعد، آنتورپ در بلژیک تلفن‌خانهٔ شرکت بین‌المللی بل را راه‌اندازی کرد.
در سال ۱۸۸۷، پوشکاش تابلوی سوییچ چندگانه (Multiplex Switchboard) را معرفی کرد....
تلفن‌خانه‌های بعدی شامل چند صد تابلوی اتصال دستی بودند که اپراتورها آن‌ها را اداره می‌کردند. هر اپراتور مقابل صفحه‌ای از جک‌های سه‌سیمه می‌نشست که هر کدام به خط یک مشترک متصل بودند. با برداشته شدن گوشی تلفن توسط مشترک، چراغی روشن می‌شد و اپراتور با وارد کردن سیم پاسخ به جک مربوط، تماس را برقرار می‌کرد و می‌پرسید: «چه شماره‌ای؟»
برای تماس‌های محلی، اپراتور سیم دوم را به جک مقصد متصل می‌کرد و زنگ تماس را به صدا درمی‌آورد. برای تماس‌های راه دور، اپراتور تماس را به یک خط انتقال (ترانک) متصل می‌کرد تا به اپراتور دیگری وصل شود. در سال ۱۹۱۸، متوسط زمان برقراری یک تماس بین‌شهری ۱۵ دقیقه بود....
با پیشرفت فناوری در دهه‌های ۱۹۲۰، بسیاری از مراحل به‌صورت خودکار انجام می‌شد و اپراتور پس از اتصال اولیه از تماس خارج می‌شد.
در روش «رینگ‌داون»، اپراتور اولیه با اپراتور میانی تماس می‌گرفت تا او مشترک مقصد را شماره‌گیری کند، یا تماس را به اپراتور بعدی بسپارد. این زنجیره تنها در صورتی موفق می‌شد که در تمام مسیرها، خطوط خالی موجود بود. در جنگ جهانی دوم، ممکن بود برقراری یک تماس بین‌قاره‌ای در آمریکا تا ۲ ساعت زمان ببرد.
در ۱۰ مارس ۱۸۹۱، آلمون براون استروجر، مدیر مراسم ترحیم در کانزاس‌سیتی، دستگاهی به نام سوییچ استپینگ (Stepping Switch) را ثبت کرد که به خودکارسازی فرآیند اتصال تلفنی انجامید. این دستگاه با استفاده از شماره‌گیری چرخشی، می‌توانست تماس را به مقصد هدایت کند.
با گذشت زمان، سوییچ‌های استروجر با فناوری‌های سریع‌تر مانند پَنل سوییچ و کراس‌بار جایگزین شدند که توانایی دریافت سریع‌تر پالس‌ها و بعدها، سیگنال‌های صوتی (مانند DTMF) را داشتند.
در دورهٔ گذار از شماره‌گیری پالس به تن، مبدل‌هایی برای تبدیل تن به پالس استفاده می‌شد تا سیستم‌های قدیمی همچنان کار کنند. این مبدل‌ها تا اوایل دههٔ ۲۰۰۰ نیز مورد استفاده بودند.